# さくや妖怪伝
『さくや妖怪伝』（さくや ようかいでん）は、2000年の日本映画。

## 概要
トワーニ制作の映画第一作。原口智生の劇場監督デビュー作でもある。
土蜘蛛の女王を演じた松坂慶子は、危険な爆破シーンでもスタントを立てず自ら演技を行った。
妖怪の造形物は原口が監督した『跋扈妖怪伝 牙吉』へ流用された。

## あらすじ
突如起こった富士山の噴火により、神々によって張られていた結界が破れ、妖怪たちが地上に出現した。亡き父の跡を継ぎ公儀妖怪討伐士となった少女・咲夜は幕府の密命により、怪異の元凶である妖怪・土蜘蛛の女王を討伐すべく仲間たちと旅立つ。

## 登場人物
榊 咲夜（さかき さくや）
公儀妖怪討伐士。幕府の密命を受け、世に仇をなす妖怪の根元を絶つため、駿河の国に旅立つ。妖怪を倒すことが出来る妖刀「村正」の使い手。常に武士たらんとしており、女性として扱われることを嫌う。また、感情を押し殺すことも多い。河童の赤ん坊に亡き弟の名前を付け、弟として育てている。17歳。
榊 太郎（さかき たろう）
咲夜の弟。その実体は咲夜が倒した利根川の大河童の遺児。ただし、咲夜が乳母を雇って人の乳で育てたため容貌は極めて人間に近い。明るく素直な性格だが、その生い立ちゆえいじめられることも多く、少々内向的。河童の一族に伝わる秘伝の薬作りを得意とする。咲夜に引き取られてから半年程度で10歳程度に成長した。
榊 備前守芳明（さかき びぜんのかみよしあき）
咲夜の父で公儀妖怪討伐士。一人娘の咲夜を榊家の跡目とするために厳しく育てた。剣の使い手であったが、利根川の大河童との戦いで力尽き、咲夜に「村正」を託して息を引き取る。40歳。
橘 善之助（たちばな ぜんのすけ）
榊家の用人であり、妖刀「村正」を創り出した刀匠。呪いにより不死の身体を持つ。
井伊掃部頭真興（いいかもんのかみなおあき）
幕府大老。妖怪討伐行を咲夜に命じる。
久世大和守重之（くぜやまとのかみしげゆき）
若年寄。咲夜の身を案じている。
似烏周造（にがらすしゅうぞう）
公儀御庭番・甲賀組組頭。咲夜の任務遂行を助けるため、若年寄久世大和守より遣わされた忍者。
生真面目な性格で任務には忠実だが無愛想。冷たい物言いをすることが多く、特に太郎に対しては「役立たず」などと辛辣な言葉を浴びせていた。40歳。
猿鬼兵衛（ましらぎひょうえ）
公儀御庭番・伊賀組組頭。似烏と同じく若年寄より遣わされ咲夜の妖怪討伐行に同行する忍者。
性格は似烏と対照的に温厚で楽天家だが、仲は悪いわけではない。一同の調整役的存在。変わり身の術が得意。40歳。
利根川の大河童（とねがわのおおがっぱ）
利根川の治水工事現場に出現した河童の首魁。口から強力な水流を吐いて武器とする。
傀儡師（くぐつし）
咲夜と太郎が泊まった古寺の先客。人形を偏愛する異常者で、美しい女性を狙っては秘薬を吹きかけて「生き人形」に変えて持ち歩いている。咲夜に目をつけて「生き人形」にしようと夜中に襲撃した。
古寺の老婆（ふるでらのろうば）
古寺の主で普段は人間の姿に化けているが、正体は巨大な化け猫、古寺の怪猫（ふるでらのかいびょう）。年を経た猫が変化して妖怪となった。傀儡師と咲夜たちの戦いに乱入して襲い掛かった。
怨霊武者（おんりょうむしゃ）
土蜘蛛の女王に忠誠を誓う怨霊兵士。咲夜たちを阻止すべく差し向けられた刺客。刀を武器とする通常の武者の他、馬の亡霊に乗り十文字槍を使う怨霊騎馬兵もいる。
土蜘蛛の女王（つちぐものひめみこ）
駿河の国、草薙ノ野に古代より棲む妖怪土蜘蛛の首魁。平安時代、人に害をなしたため、妖刀「村正」によって地の底深く封じ込められていた。護衛兵である女郎蜘蛛をはじめ、数多くの怨霊、妖怪を従えている。通常は白無垢の着物を着た美女の姿をしているが、正体を現すと巨大化する。

## スタッフ
- 監督・原案：原口智生
- 企画：岸川編集事務所、中洲プロ
- 脚本：光益公映
- 撮影：江原祥二
- 美術：原田哲男
- 録音：中路豊隆
- 照明：土野宏志
- 編集：奥田浩史
- 助監督：服部大二、井上昌典、中谷昌義
- 音楽：川井憲次
- エンディングテーマ：chiaki「地平線」
- コンセプトデザイン：冬目景
- 衣装デザイン：竹田団吾
- アクションコーディネーター：諸鍛冶裕太
- 特殊メイク：宗理起也
- 特殊造型：山田太一、栄福哲史
- キャラクター造型：伊藤成昭

特撮ユニット：特撮研究所
- 特技監督：樋口真嗣
- 特撮技術統括：尾上克郎
- 視覚効果：大屋哲男、佐藤敦紀
- 撮影：中根伸治、高橋政千
- 地割アドバイザー：佛田洋
- 特殊美術：寒河江弘
- 助監督見習い：田口清隆

- 視覚効果・立体動画：マリンポスト、Motor/lieZ、特撮研究所、日本映像クリエイティブ、IMAGICA、東映化学デジタルテック
- CG機材協力：コンパック、ダイキン工業、日立製作所、日製産業
- 現像：IMAGICA
- スタジオ協力：日活撮影所、東映東京撮影所
- プロデューサー：大戸正彦、大塚博史、桜井勉
- 制作協力：シネバザール、松竹京都映画
- 製作：トワーニ（東芝、ワーナー・ブラザース映画、日本テレビ放送網）
- 製作協力：東芝、ワーナー・ブラザース映画、日本テレビ放送網
- 配給・宣伝：ワーナー・ブラザース映画

## キャスト
- 榊咲夜：安藤希
- 榊太郎：山内秀一
- 似烏周造：嶋田久作
- 猿鬼兵衛：逆木圭一郎
- 久世大和守重之：黒田勇樹
- 老婆：絵沢萠子
- 傀儡師：塚本晋也
- 橘善之助：石倉英彦
- はな：吉田桂子
- 井伊掃部頭真興：丹波哲郎
- 榊備前守芳明：藤岡弘、
- 土蜘蛛の女王：松坂慶子
- 語り：竹中直人
- 谷口高史、鷲生功、田邊智恵、吉田瑞穂、武田滋裕、青木哲也、辻本一樹、関誉枝恵　ほか

## ノベライズ

### さくや妖怪伝
- 著：光益公映、岸川靖
- 画：冬目景
- 原案：原口智生
- 発行：講談社（マガジン・ノベルス・スペシャル） 2000年8月4日初版
- ISBN 4-06-324338-9

細部に変更はあるが、大筋は映画と同じ内容。冬目景のデザイン画も数点収録。

### 新・さくや妖怪伝 さまよえるオランダ船の伝説
- 著：光益公映
- 発行：文藝春秋 2003年3月15日初版
- ISBN 4-16-321690-1

さくや妖怪伝の続編。咲夜は皇室から徳川に嫁ぐ皇女を護衛するという任務を下される。しかし皇女は謎の西洋船に誘拐されてしまう。皇女を救出すべく、咲夜は再び妖刀村正を携え、西洋妖怪と戦う。
懐宮緋子（かねのみやあやこ）内親王
本作品のみ登場。徳川家に降嫁（皇族が臣下に嫁入りすること）する皇女。

## ソフト化
ワーナー・ホーム・ビデオよりDVDが発売。
- さくや妖怪伝 通常版（DVD1枚組、2000年11月10日発売）
  - 映像特典
    - 劇場予告編
- さくや妖怪伝 特別版（DVD1枚組、2001年1月26日発売）
  - 映像特典
    - さくやメイキング
    - 特撮メイキング
    - 妖怪メイキング
    - 討伐小道具メイキング
    - 隠しコマンド
    - 特報・劇場予告編・香港版劇場予告編・TVスポット集
    - 日テレ式クリップ

  - 音声特典
    - オーディオコメンタリー（原案・監督：原口智生×特技監督：樋口真嗣×特撮技術統括：尾上克郎）